# Melanoplus celatus
Melanoplus celatus är en insektsart som beskrevs av Morse 1904. Melanoplus celatus ingår i släktet Melanoplus och familjen gräshoppor. Inga underarter finns listade i Catalogue of Life.